# Белявинцы (Молдова)
Белявинцы, Белявинць (рум. Beleavinți) — село в Бричанском районе Молдавии. Относится к сёлам, не образующим коммуну.

## География
Село Белявинцы расположено в северо-западной части Республики Молдова. Находится на расстоянии 14 км от районного центра Бричень и на расстоянии 11 км от города Липкань. Отдаленность от Кишинёва составляет 250 км. Речка Вилия (Vilia), протекая через населенный пункт, своими берегами объединяет два исторических селения: Гилавэц и Грумадзень, таким образом образуя село Белявинцы. Кроме реки Вилии, село пересекается магистралью международного значения «Брест — Одесса» (М14).
Граничит село Белявинцы со следующими населенными пунктами: Берлинцы, Баласинешты, Хлина, Коржеуцы, Старые Каракушаны.
Село расположено на высоте 154 метров над уровнем моря.

## Примария
С 1995 года и на протяжении пятнадцати лет примаром села был Николай Васильевич Бранашко (1964—2010), избиравшийся на Всеобщих местных выборах четырежды (1995, 1999, 2003, 2007). В 2011 году примаром села был выбран Иван Тулбя (рум. Ivan Tulbea). С 2019 года примаром была выбрана Мария Присакарь. 

## Население
По данным переписи населения 2004 года, в селе Белявинцы проживает 2274 человека (1066 мужчин, 1208 женщин).
Этнический состав села:
| Национальность | Число жителей | Процентный состав |
| -------------- | ------------- | ----------------- |
| украинцы       | 1281          | 56.33             |
| молдаване      | 953           | 41.91             |
| русские        | 33            | 1.45              |
| румыны         | 3             | 0.13              |
| гагаузы        | 2             | 0.09              |
| евреи          | 1             | 0.04              |
| прочие         | 1             | 0.04              |
| Всего          | 2274          | 100 %             |

## Церковь
Церковь Святого Николая построена в 1750 году.